# Far East Movement
Far East Movement (estilizado 'Far East Movement' y abreviado FM) es un grupo estadounidense de electro hop con base en Los Ángeles, California, formado en 2003. Sus miembros Kev Nish, Prohgress, J-Splif y DJ Virman, quienes son de ascendencia japonesa, coreana, china y filipina, respectivamente.
Su canción "Like a G6" llegó al número 1 del Billboard Top 100.

## Carrera musical

### 2003–2007:Folk Music
Los tres miembros originales de Far East Movement, Kevin Nishimura (Kev Nish), James Roh (Prohgress), y Jae Choung (J-splif), crecieron en el barrio coreano de Los Ángeles. Ellos fueron compañeros cercanos en la escuela secundaria y compartieron una pasión por la música juntos. Prohgress y J-splif asistieron a Palisades Charter High School en Pacific Palisades, y Kev Nis asistió a Península Palo Verde High School en Rolling Hills Estates [7] El trío promueve su música en línea y comenzó a tocar en clubes locales y eventos en Los Ángeles.; Pronto, comenzaron su carrera musical con el nombre de "Anónimo Emcee" en 2001. Sin embargo, más tarde lo cambiaron a Far East Movement o FM, procedentes de una canción que producejeron con el mismo nombre. En 2003, organizaron un evento llamado "Movementality" en Koreatown, Los Ángeles, con diez actuaciones diferentes con la totalidad del enviar el dinero conseguido a un centro de rehabilitación de jóvenes drogadictos de la localidad.
Su primer disco llamado "Folk Music" fue lanzado a principios de 2006. El sencillo "Round Round" fue incluida en la película The Fast and the Furious:Tokio Race, que aparece tanto en la banda sonora de la película y en The Fast and The Furious: Tokyo Drift y en el videojuego. Este éxito cimentó su decisión de dedicarse a la música como una carrera a tiempo completo. Realizaron dos giras mundiales (por los EE.UU., América del Sur, Canadá y Asia), y firmaron acuerdos de distribución en Japón y Corea con Avex Network y JF Producciones para su álbum. Sus canciones siguieron las indicaciones de los medios de comunicación y cadenas de televisión incluyendo VH1, MTV y E!. En 2007, fueron incluidos en el Sundance Film Festival y en un videojuego, haciendo la canción "Satisfaction" de la película. También lanzaron el sencillo "You've Got a Friend" con Lil Rob y Baby Bash, que se convirtió en su primera canción en la radio nacional importante.
Se les atribuye también la producción del cuarto álbum para el rapero estadounidense de origen hongkonés Jin llamado ABC editado en febrero de 2007.

### 2008–2009:Animal
DJ Virman, llegó al grupo como su DJ oficial. Lanzaron un nuevo sencillo titulado "Lowridin" poco después de su llegada. Más tarde, lanzaron su segundo álbum, "Animal". El disco contó con tres sencillos de éxito: "You've Got a Friend", "Lowridin", y "Girls On The Dance Floor". Este último llegó al número 27 en la lista Billboard del Latin Rhythm Airplay, que marcó su debut en las listas Billboard.
Contó con varias colaboraciones, incluidos reconocidos artistas como Lil Rob, Baby Bash, Bruno Mars, Wiz Khalifa, Bionik, 24 / 8, IZ, Tonik DB y Free Jah. Sus canciones del álbum de "Animal" aparecen en el cine y la televisiones principales en múltiples ocasiones. "Girls on the dance floor" fue interpretado en el programa de MTV America's Best Dance Crew. 
En 2009, fueron uno de los cabeza de cartel en el festival "Powerhouse 106" realizado en Los Ángeles junto con artistas de renombre, como Jay-Z, Kid Cudi, Sean Paul, New Boyz, Pitbull, Lil Jon, LMFAO, Ya Boy, Flo Rida, y The Black Eyed Peas. A continuación, se organizó un concierto como artista principal por primera vez en el Teatro Roxy de Hollywood en julio de 2009, con lleno total. Junto con Wong Fu Producciones, FM se presentó en San Francisco, Los Ángeles y Nueva York con el fin de promover artistas asiáticos-americanos en los medios de comunicación con las actuaciones de Quest Tripulación, Poreotics, Jay Park y otros.
Más tarde FM acompañó por todo el mundo a LMFAO en su Party Rock Tour tras haberlos conocido en Los Ángeles y además, recibieron la nominación a un premio Grammy por su trabajo como productores.

### 2010:Free Wired
En febrero de 2010, Far East Movement firmó un contrato discográfico con Cherrytree Records, una subsidiaria de Interscope Records. En la actualidad están gestionados por Ted Chung, que es también el Presidente de Doggystyle Récords.
Seguir avanzando a lo largo de ese mismo año, el grupo dio su apoyo a Robyn y Kelis en su gira junto con Dan Black, además de ser anunciado como teloneros de Lady Gaga en la parte japonesa de "The Monster Ball Tour". Además, sus temas antiguos, "Girls on the Dance floor" y "Fetiche", fueron presentados para aparecer en Piranha 3D, sin embargo, no se insertaron en la banda sonora de la película.
Del 13 de septiembre hasta mediados de octubre, el grupo fueron teloneros de Mike Posner, que hizo una gira a través de varias ciudades de América del Norte.
Su primer álbum con Cherrytree / Interscope Records fue lanzado el 12 de octubre de 2010. El álbum se puso a la venta en los EE.UU. y en Canadá. Sus temas incluyen colaboraciones con los artistas populares como Keri Hilson, Lil Jon, Snoop Dogg, una canción coescrita con Bruno Mars, Mohombi, Carr Colette, Natalia Kills, Kumi Koda, y Ryan Tedder de OneRepublic.
En el 30 de octubre de 2010 la edición de la revista Billboard, su sencillo con The Cataracs y Dev titulado "Like a G6", alcanzó el número uno en el Billboard Hot 100, así como en iTunes. Este éxito les valió para su duplicar las ventas de su álbum, de sus sencillos y para hacer una serie de fechas de conciertos con Cherrytree y Interscope Record, desde principios de noviembre a mitad del mes.
El 20 de noviembre, se confirmó que el grupo había llegado a la categoría de Doble Platino por "Like a G6", por sus dos millones de ventas.
El grupo fue galardonado como Mejor Artista Internacional en los Premios Asian Music 2010.
El grupo estuvo de gira con Rihanna y Calvin Harris desde finales de febrero hasta principios de marzo, como parte Only girl in the world Tour de Rihanna. Inmediatamente después de finalizar la gira, el grupo comenzó su propia gira. El grupo visitó Manila, Filipinas; Yakarta, Indonesia; Taipéi, Taiwán; Hong Kong, Singapur y Seúl. La gira continuó en Hamburgo, Alemania y en Bangkok en abril. A partir de julio, el grupo estuvo de gira por el Reino Unido y también en el Festival Barclaycard Wireless el 1 de julio en Londres.

### 2012:Dirty Bass
El primer sencillo de su álbum de 2012, Dirty Bass, se llama "Live My Life" y cuenta con la colaboración de Justin Bieber, que no tuvo más éxito que el original primer sencillo de Free Wired, Jello. El sencillo fue lanzado el 28 de febrero de 2012, con el lanzamiento del video musical casi un mes después, el 23 de marzo de 2012. El visual se rodó en las calles de Ámsterdam, y fue dirigida por Mickey Finnegan. "Dirty Bass" fue lanzado el 18 de mayo de 2012. El 12 de febrero de 2012, Martin Kierszenbaum confirmó una colaboración entre Far East Movement y Bill Kaulitz de Tokio Hotel para su nuevo álbum. La canción se llama "If I Die Tomorrow". Far East Movement también ha trabajado con los productores de la talla de David Guetta, Bangladesh, Cherry Cherry Boom Boom (también conocido como fundador y presidente de Cherrytree, Martín Kierszenbaum), will.i.am y RedOne.
En 2013, el cuarteto colaboró en el sencillo «Get Up (Rattle)» del dúo neerlandés Bingo Players, el que fue número uno en el Reino Unido, tras desbancar de dicha posición a «Scream & Shout» de will.i.am y Britney Spears (2012).

### 2016: Nuevo álbum
A través de su cuenta en Instagram han estado mostrando señales de que estarían lanzando un nuevo álbum en el año. En julio subieron una foto con el cantante y rapero del grupo coreano EXO, Chanyeol, con la inscripción "Werrk it. Our next album is linking the west with the Far East" ("Trabajándolo. Nuestro próximo álbum está uniendo el oeste con el lejano este") dando a entender que realizarían una colaboración juntos. En agosto dijeron que sería lanzado en octubre con otra foto con Chanyeol.
La canción se titula 'Freal Love' y pues se trata de una colaboración con Marshmello feat Chanyeol (integrante de EXO) y Tinashe.

## Discografía

### Álbumes
En estudio
- 2006: Folk Music
- 2009: Animal
- 2010: Free Wired
- 2012: Dirty Bass
- 2016: IDENTITY

EP
- 2006: For the Folks n' Family
- 2008: FM Radio Singles

Mixtapes
- 2005: Audio-Bio
- 2007: Flavored Animal Droppings
- 2009: Party Animal
- 2011: Bump from the Trunk Vol. 1

### Sencillos
| Año  | Título                                            | Mejores posiciones en listas | Mejores posiciones en listas | Mejores posiciones en listas | Mejores posiciones en listas | Mejores posiciones en listas | Mejores posiciones en listas | Mejores posiciones en listas | Mejores posiciones en listas | Mejores posiciones en listas | Mejores posiciones en listas | Certificaciones                                                                    | Álbum                      |
| Año  | Título                                            | EE.UU                        | ALE                          | AUS                          | BEL (Fla)                    | CAN                          | IRL                          | NZ                           | SUE                          | SUI                          | UK                           | Certificaciones                                                                    | Álbum                      |
| ---- | ------------------------------------------------- | ---------------------------- | ---------------------------- | ---------------------------- | ---------------------------- | ---------------------------- | ---------------------------- | ---------------------------- | ---------------------------- | ---------------------------- | ---------------------------- | ---------------------------------------------------------------------------------- | -------------------------- |
| 2007 | "Lowridin'" (con Wiz Khalifa & Bionik)            | —                            | —                            | —                            | —                            | —                            | —                            | —                            | —                            | —                            | —                            |                                                                                    | Animal                     |
| 2007 | "You've Got a Friend" (con Lil Rob & Baby Bash)   | —                            | —                            | —                            | —                            | —                            | —                            | —                            | —                            | —                            | —                            |                                                                                    | Animal                     |
| 2010 | "Girls on the Dance Floor" (with Stereotypes)     | —                            | —                            | —                            | —                            | —                            | —                            | —                            | —                            | —                            | —                            |                                                                                    | Animal                     |
| 2010 | "Like a G6" (con The Cataracs & DEV)              | 1                            | 15                           | 2                            | 2                            | 3                            | 12                           | 1                            | 7                            | 10                           | 5                            | - USA: 4× Platino - AUS: 3× Platino - BEL: Oro - SUE: Oro - SUI: Oro - NZ: Platino | Free Wired                 |
| 2010 | "Rocketeer" (con Ryan Tedder)                     | 7                            | 40                           | 14                           | 49                           | 22                           | 25                           | 4                            | —                            | —                            | 14                           | - AUS: Platino - NZ: Oro                                                           | Free Wired                 |
| 2011 | "2 Is Better" (con Natalia Kills & Ya Boy)        | —                            | —                            | —                            | —                            | —                            | —                            | —                            | —                            | —                            | —                            |                                                                                    | Free Wired                 |
| 2011 | "2gether" (con Roger Sanchez & Kanobby)           | —                            | —                            | —                            | 46                           | —                            | —                            | —                            | —                            | —                            | 92                           |                                                                                    | Free Wired                 |
| 2011 | "If I Was You (OMG)" (con Snoop Dogg)             | —                            | —                            | 63                           | 47                           | —                            | —                            | 18                           | —                            | —                            | —                            |                                                                                    | Free Wired                 |
| 2011 | "Jello" (con Rye Rye)                             | —                            | —                            | —                            | 112                          | —                            | —                            | —                            | —                            | —                            | —                            |                                                                                    | Bump from the Trunk Vol. 1 |
| 2012 | "Live My Life" (con Justin Bieber)                | 21                           | 8                            | 14                           | 39                           | 4                            | 6                            | 15                           | 13                           | 6                            | 7                            | - AUS: Platino - NZ: Oro                                                           | Dirty Bass                 |
| 2012 | "Turn Up the Love" (con Cover Drive)              | —                            | —                            | 8                            | 118                          | —                            | 14                           | 8                            | 23                           | 55                           | 13                           | - AUS: 2× Platino - NZ: Oro                                                        | Dirty Bass                 |
| 2012 | "For All"                                         | —                            | —                            | —                            | —                            | —                            | —                            | —                            | —                            | —                            | —                            |                                                                                    | Dirty Bass                 |
| 2012 | "Change Your Life" (con Flo Rida & Sidney Samson) | —                            | 91                           | 60                           | —                            | —                            | —                            | —                            | —                            | —                            | —                            |                                                                                    | Dirty Bass                 |

### Colaboraciones con otros artistas
| Año  | Título                                                                         | Mejor posición en listas | Mejor posición en listas | Mejor posición en listas | Mejor posición en listas | Mejor posición en listas | Mejor posición en listas | Mejor posición en listas | Mejor posición en listas | Mejor posición en listas | Mejor posición en listas | Álbum               |
| Año  | Título                                                                         | ALE                      | AUS                      | BEL (Fla)                | BEL (Val)                | CAN                      | IRL                      | HOL                      | NZ                       | SUI                      | UK                       | Álbum               |
| ---- | ------------------------------------------------------------------------------ | ------------------------ | ------------------------ | ------------------------ | ------------------------ | ------------------------ | ------------------------ | ------------------------ | ------------------------ | ------------------------ | ------------------------ | ------------------- |
| 2011 | "Do It in the AM" (Frankmusik con Far East Movement)                           | —                        | —                        | —                        | —                        | —                        | —                        | —                        | —                        | —                        | —                        | Do It in the AM     |
| 2012 | "Lights Out (Go Crazy)" (Junior Caldera con Natalia Kills & Far East Movement) | —                        | —                        | —                        | —                        | 85                       | —                        | —                        | —                        | —                        | —                        | Sencillos sin álbum |
| 2013 | "Get Up (Rattle)" (Bingo Players con Far East Movement)                        | 22                       | 7                        | 17                       | 12                       | 62                       | 5                        | 20                       | 33                       | 25                       | 1                        | Sencillos sin álbum |
| 2014 | "Rock the Movement" (3BallMTY con Far East Movement)                           | —                        | —                        | —                        | —                        | —                        | —                        | —                        | —                        | —                        | —                        | Globall             |